# Луций Аний Фабиан
Луций Аний Фабиан (на латински: Lucius Annius Fabianus) е политик и сенатор на Римската империя през 2 век.
Фабиан произлиза вероятно от Цезареа в провинция Мавретания Caesariensis (източната част на Мавретания, днешен Алжир). Роднина е с фамилията Ании.
През 141 г. е суфектконсул с неизвестен колега.
Той е дядо на Луций Аний Фабиан (консул 201 г.).